# San Marino Calcio 2008-2009
Questa pagina raccoglie le informazioni riguardanti il San Marino Calcio nelle competizioni ufficiali della stagione 2008-2009.

## Rosa
| N. |                      | Ruolo | Calciatore           |
| -- | -------------------- | ----- | -------------------- |
|    | Italia (bandiera)    | C     | Francesco Amantini   |
|    | Italia (bandiera)    | A     | Giovanni Amadeo      |
|    | Francia (bandiera)   | D     | Therry Gerard Audel  |
|    | Italia (bandiera)    | D     | Francesco Baldini    |
|    | Argentina (bandiera) | C     | Federico Capece      |
|    | Italia (bandiera)    | C     | Andrea Chiopris Gori |
|    | Italia (bandiera)    | A     | Alessio Cossu        |
|    | Italia (bandiera)    | C     | Giovanni D'Andria    |
|    | Italia (bandiera)    | C     | Paolo De Cristofaro  |
|    | Italia (bandiera)    | P     | Emiliano Dei (I)     |
|    | Italia (bandiera)    | C     | Fabio Di Benedetto   |
|    | Italia (bandiera)    | D     | Raffaele Francioso   |
|    | Italia (bandiera)    | D     | Mattia Giardi        |
|    | Italia (bandiera)    | C     | Luigi Grassi         |
|    | Argentina (bandiera) | A     | Leandro Guaita       |

| N. |                    | Ruolo | Calciatore            |
| -- | ------------------ | ----- | --------------------- |
|    | Italia (bandiera)  | C     | Fabio Levacovich      |
|    | Italia (bandiera)  | A     | Christian Longobardi  |
|    | Italia (bandiera)  | A     | Simone Mortaro        |
|    | Italia (bandiera)  | D     | Andrea Mussoni        |
|    | Francia (bandiera) | C     | Michel Orneck         |
|    | Italia (bandiera)  | C     | Lorenzo Paoli         |
|    | Italia (bandiera)  | C     | Lorenzo Ricciati      |
|    | Italia (bandiera)  | A     | Gianpiero Romano      |
|    | Italia (bandiera)  | A     | Andrea Sbrega         |
|    | Italia (bandiera)  | P     | Francesco Scotti      |
|    | Italia (bandiera)  | D     | Samuele Sorbera       |
|    | Italia (bandiera)  | D     | Federico Tafani       |
|    | Italia (bandiera)  | C     | Alessandro Turchetta  |
|    | Italia (bandiera)  | D     | Manuel Ustulin        |
|    | Italia (bandiera)  | C     | Massimiliano Zazzetta |